# Seznam državnih udarov
Seznam državnih udarov.

## 2010–2019

### 2010
- Državni udar v Nigeriji 2010

### 2011
- Poskus državnega udara v Bangladešu 2011

### 2012
- Državni udar v Maliju 2012
- Državni udar v Gvineji Bissau 2012
- Protidržavni udar v Maliju 2012

### 2019
- Državni udar v Gabonu 2019
- Državni udar v Sudanu 2019
- Poskus državnega udara v Amhari 2019

## 2020–2029

### 2020
- Državni udar v Maliju 2020: 18. avgust
- Poskus državnega udara v Srednjeafriški republiki 2020–21

### 2021
- Državni udar v Mjanmaru 2021: 1. februar
- Poskus državnega udara v Armeniji 2021: 25. februar
- Poskus državnega udara v Nigeriji 2021: 31. marec
- Domnevni poskus državnega udara v Jordaniji 2021: 3. april
- Državni udar v Maliju 2021: 24. maj
- Državni udar v Gvineji 2021: 5. september